# Коржын
Коржын (каз. Қоржын) — село в Каратобинском районе Западно-Казахстанской области Казахстана. Административный центр Аккозинского сельского округа. Код КАТО — 275033100.

## Население
В 1999 году население села составляло 1234 человека (614 мужчин и 620 женщин). По данным переписи 2009 года, в селе проживало 737 человек (368 мужчин и 369 женщин).